# 索馬亞博物館
索馬亞博物館（西班牙語：Museo Soumaya）是位于墨西哥墨西哥城的一座私營、非營利性博物館，創始人是墨西哥富豪卡洛斯·斯利姆。它實際上由Plaza Loreto（1994年建成）和Plaza Carso（2011年建成）兩棟建築組成，共收藏有從史前至現代的超過66,000件藏品。其名是博物館創始人卡洛斯·斯利姆為紀念其1999年去世的妻子索馬亞·多米特（Soumaya Domit）而起，該博物館的參觀人數在2013年超過百萬，使其成爲墨西哥最受歡迎的美術館。